# Вихарев, Андрей Анатольевич
Андрей Анатольевич Вихарев (род. 16 октября 1962, Свердловск-45, Свердловская область) — российский государственный деятель, член Совета Федерации (2001—2004). Кандидат юридических наук (2002).
В декабре 2014 года объявлен в международный розыск.

## Биография
Андрей Анатольевич Вихарев родился 16 октября 1962 года в семье служащих в городе Свердловске-45 Свердловской области, ныне город Лесной — административный центр городского округа город Лесной той же области. Русский.
В 1979 году окончил школу № 72 города Свердловска.
Окончил Детско-юношескую спортивную школу по баскетболу.
В 1984 году окончил факультет технологии силикатов Уральского политехнического института имени С. М. Кирова по специальности «Механическое оборудование предприятий строительных материалов, изделий и конструкций». 
После окончания института работал на Свердловском заводе стройматериалов треста «Уралэнергострой», был слесарем, бригадиром, механиком цеха, начальником цеха. Был секретарем комсомольской организации завода. В 1988 году на собрании коллектива был избран директором завода.
В 1994—1998 годах работал генеральным директором АО «Уральский проектно-конструкторский институт тяжелого машиностроения» (АО «Уралгипротяжмаш»). В 1998—2001 годах — председателем Совета директоров ООО «Уралгипротяжмаш».
С 1994 года — генеральный директор АО «Инициатива-Инвест».
В 2000 году участвовал в конфликте вокруг Уральского завода химического машиностроения (АО «Уралхиммаш»), был избран его директором при поддержке бизнесмена Павла Анатольевича Федулёва.

### Член Совета Федерации
26 апреля 2001 года был избран представителем Курганской областной Думы в Совете Федерации. 16 мая 2001 года полномочия члена Совета Федерации были утверждены.
С 16 мая 2001 года — член Комитета Совета Федерации по вопросам социальной политики (30 января 2002 года Комитет был переименован в Комитет Совета Федерации по социальной политике). 
С 6 июня 2001 года член Комиссии Совета Федерации по регламенту и парламентским процедурам (30 января 2002 года была переименована в Комиссию Совета Федерации по регламенту и организации парламентской деятельности).
С 30 января 2002 года член Комиссии Совета Федерации по контролю за обеспечением деятельности Совета Федерации.
С 27 февраля 2002 года член Комиссии Совета Федерации по делам молодежи и спорту.
30 января 2002 года был избран заместителем председателя Совета Федерации. Куратор социальных комитетов. Также отвечает за взаимодействие с Уральским и Северо-Западным федеральными округами. 
Член Комиссии Совета Федерации по естественным монополиям.
В 2002 году защитил кандидатскую диссертацию на тему: «Совет Федерации Федерального Собрания Российской Федерации: Вопросы конституционной теории и практики».
До мая 2003 года занимал пост вице-спикера, который покинул по личной инициативе председателя Совета Федерации Сергея Михайловича Миронова.
В 2003 году баллотировался на пост губернатора Свердловской области; в первом туре 7 сентября 2003 гда занял третье место среди шести кандидатов (13,68 % голосов).
29 июня 2004 года депутаты Курганской областной думы большинством голосов (24 против 5) сняли Андрея Вихарева с должности сенатора. По их мнению, он «недостаточно хорошо защищал интересы Зауралья».

### После работы в Совете Федерации
Баллотировался в депутаты Екатеринбургской городской Думы IV созыва как самовыдвиженец, 20 марта 2005 года получил 855 голосов (14,16 %), занял третье место (победитель — Алексеев Валерий Михайлович, второе место — «против всех»).
С 2005 года занимал должность помощника губернатора Брянской области
15 апреля 2008 года был задержан в Брянске при получении взятки в размере 2,3 миллиона рублей. Как установило следствие, он осенью 2007 года потребовал от представителей ООО «Диапазон» 400 тысяч долларов США за содействие в заключении договора аренды земельного участка под строительство автомобильно-транспортного комплекса в Брянске. 15 ноября 2007 года получил от руководителей предприятия часть денег — 100 тысяч долларов. 25 марта 2008 года ему было передано ещё 60 тысяч.
22 июня 2009 года Советский районный суд города Брянска приговорил Вихарева к 4 годам колонии общего режима. Он признан виновным в совершении преступлений по ст. 159 УК РФ («Покушение на мошенничество с использованием служебного положения в особо крупном размере») и ст. 174-1 УК РФ («Легализация денежных средств»).
В апреле 2010 был условно-досрочно освобождён.
В 2010 году работал в холдинге AVS, город Екатеринбург.
С 22 июля 2011 года по 25 сентября 2014 года работал директором муниципального унитарного предприятия «Асфальтобетонный завод» города Брянска.
С 28 октября 2014 года находится в федеральном розыске (номер розыскного дела № 121/14, возбуждено Управлением уголовного розыска УМВД России по Брянской области). 26 ноября 2014 года Советский районный суд города Брянска заочно его арестовал, с апреля 2012 года по июнь 2014 года обманом похитил из бюджета 17 млн рублей. В декабре 2014 года объявлен в международный розыск.
По состоянию на декабрь 2018 года не был найден.

## Награды
- Почётная грамота Совета Федерации Федерального собрания Российской Федерации.

## Семья
Жена Наталья Александровна (урожд. Зимнякова, род. 14 ноября 1963), в 1989 году они поженились. В 2013 году она сменила фамилию на Котляренко, а в 2015 году — на Успенскую. С 4 сентября 2019 года — Зимнякова Наталья Эрнестовна.
Сын Григорий (род. 22 февраля 1990), депутат Екатеринбургской городской Думы. Сын Алексей (род. 27 октября 1984), депутат Екатеринбургской городской Думы. Дочь Дарья. (род. 24.04.2025) 

## Увлечения
Увлечения: баскетбол, прыжки в высоту (имел второй взрослый разряд по легкой атлетике), плавание (имел первый разряд), стрельба, гандбол, пишет стихи.